# Salix repens
Salix repens — вид квіткових рослин родини вербових (Salicaceae). Ареал: Австрія, Литва, Латвія, Естонія, Бельгія, Росія, Чехія, Словаччина, Данія, Фінляндія, Франція, Німеччина, Велика Британія, Ірландія, Нідерланди, Норвегія, Польща, Португалія, Іспанія, Швеція, Швейцарія, Боснія і Герцеговина, Чорногорія, Хорватія, Словенія, Сербія; вимер у Болгарії.

## Екологія
Оптимально він зустрічається на надзвичайно кислих, вологих або торф'янистих луках, болотах, вологих вересах і вологих осокових луках. Однак він добре адаптується до різноманітних умов ґрунту та вологості. Світлолюбна деревна рослина горбистих і передгірних районів. Живе приблизно 30 років. Цвіте перед розпусканням листя у квітні-травні, іноді ще раз наприкінці літа..

## Морфологічна характеристика
Це кущ найчастіше до 1 метра заввишки, з прямовисними стеблами, часто з укоріненими лежачими частинами. Кора коричнева, гладка. І пагони, і бруньки запушені. Листки дуже різноманітні, від еліптичної до довгастої або оберненояйцюватої форми, 1.5–2.5 × 0.8–1.1 см, зазвичай густо шовковисто-волосисті, прилистки зазвичай добре розвинені. Сережки циліндричні, жіночі довші за чоловічі, сидячі. Чоловічі квітки з двома тичинками, нитки волосисті або голі біля основи.